# Koptisches Museum (Kairo)
Das Koptische Museum, gegründet von Marcus Simaika Pascha im Jahr 1908, ist ein Museum in Ägyptens Hauptstadt Kairo. Die gesammelten Exponate aus dem Kulturkreis der Kopten sind auf zwei Etagen eines Museumsneubaus ausgestellt. Es handelt sich um die größte Sammlung von koptischen christlichen Artefakten aus aller Welt, die jährlich von rund einer Million Menschen besucht wird.

## Lage
Das Koptische Museum befindet sich im Koptischen Viertel von Kairo auf dem Gelände der historischen römischen Festung Babylon. An Straßen rund um das Museumsgelände stehen sechs historische koptische Kirchen, darunter die bekannte hängende Kirche.

## Geschichte

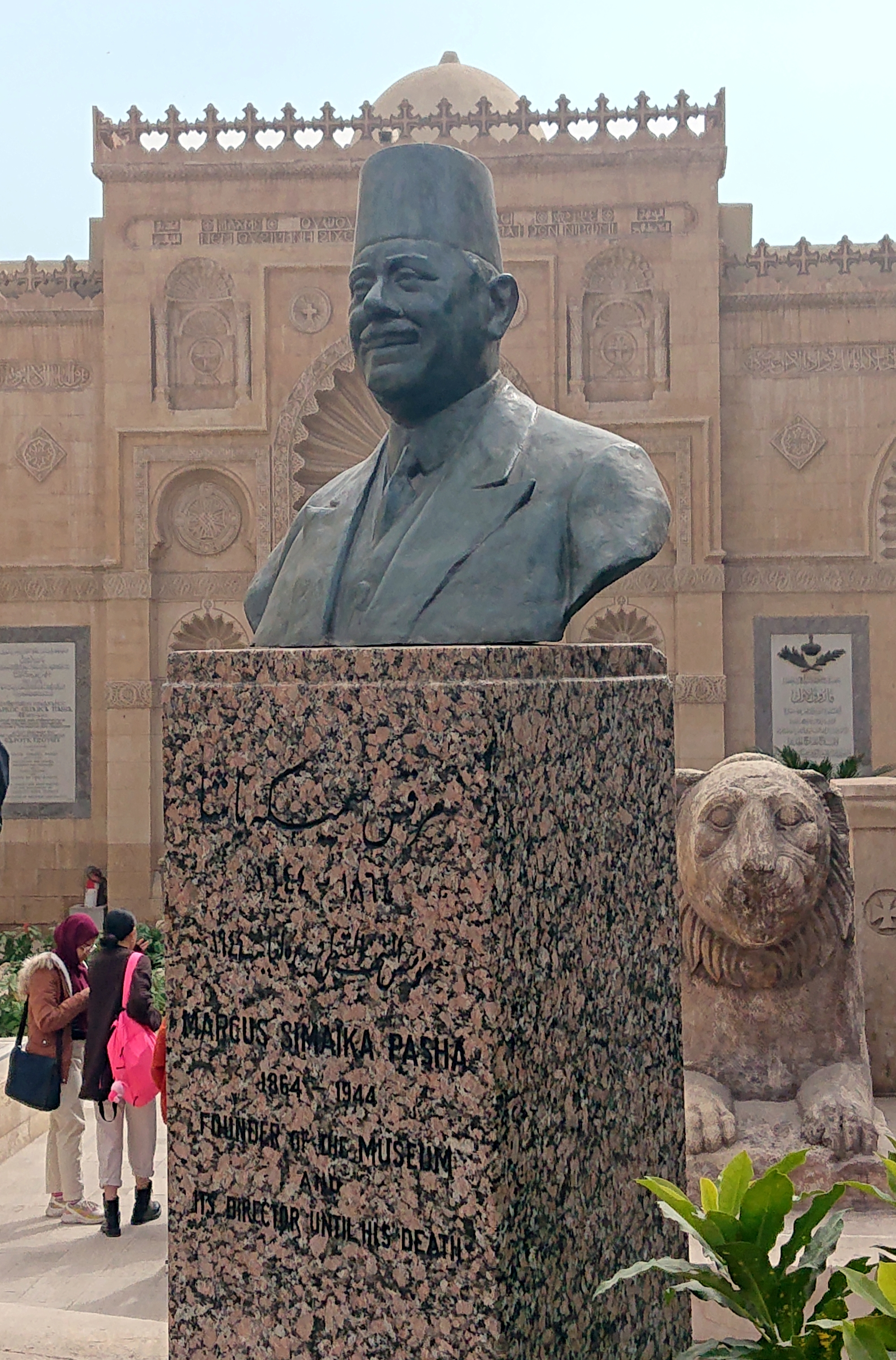
Gedenkstein für den Museumsgründer im Freigelände

Marcus Simaika Pascha gründete im Jahre 1908 ein Museum, nachdem er von Patriarch Kirellos V. zahlreiche Silberantiken erhalten hatte. Er beschaffte durch die Zeichnung von Aktienanteilen Geld für den Bau eines eigenen Museumsgebäudes. Der Neubau im Stilmix (arabisch, christlich) ist außen und im Inneren mit Mosaiken verziert, die nach Mashrabiya-Bildvorlagen (eine orientalische Form von gestalteten Bildern oder Fenstern) entstanden sind. Die Einweihung des Museums erfolgte am 14. März 1910.
In den Jahren 1939 bis 1944 und in den 1980er Jahren erhielt der Komplex jeweils größere Erweiterungsbauten. Der alte Flügel, der der Ausstellung der christlichen Antiquitäten des Ägyptischen Museums diente, wurde 1966 nach Feststellung umfangreicher Bauschäden geschlossen. – Die neuen Gebäude, die auch ein Erdbeben im Jahr 1992 überstanden haben dienen vor allem der Präsentation der koptischen Kultur insgesamt.

## Beschreibung der Ausstellung
Die Sammlung dokumentiert auf einer Fläche von rund 8.000 Quadratmetern in 26 Räumen zuzüglich einer großen Halle für Exponate aus Kirchen und Klöstern die Geschichte des Christentums in Ägypten von den vorchristlichen Zeiten bis zum 20. Jahrhundert. Über 16.000 Kunstwerke sind in 12 Abteilungen ausgestellt. Sie zeigen die ägyptischen, griechischen, römischen und byzantinischen Traditionen in Verbindung mit dem pharaonischen und islamischen Ägypten, die Exponate sind in Arabisch und Englisch beschriftet. Die Ausstellung umfasst Ikonen, Stelen, Skulpturen, Wandmalereien, hölzerne Altarwände, liturgische Geräte, Textilien, Gewänder, Sarkophage, Keramiken und Dokumente (u. a. die gnostische Bibliothek Nag Hammadi aus dem vierten Jahrhundert, eine der bedeutendsten Papyrussammlungen der Welt).
Aus dem alten koptischen Palast stammen die Marmor-Brunnen vor dem Haupteingang und im Foyer des Museums.
Nachdem die gesamte Sammlung in den 2000er Jahren umfangreich überarbeitet worden ist, nahm der ägyptische Präsident Hosni Mubarak in Begleitung zahlreicher hochrangiger Personen am 26. Januar 2006 die Wiedereröffnung vor.

## Leiter des Museums (Auswahl)
- 1908–1944: Marcus Simaika
- 1944–1950: Togo Mina
- 1951–1965: Pahor Labib, erstmals trug er den Titel Museumsdirektor[6]
- seit 2006: Philip Faltas und Ezzat Habib Salib (Generaldirektoren)[5]; Mervet Megalli (Direktor)

## Bilder (Auswahl)

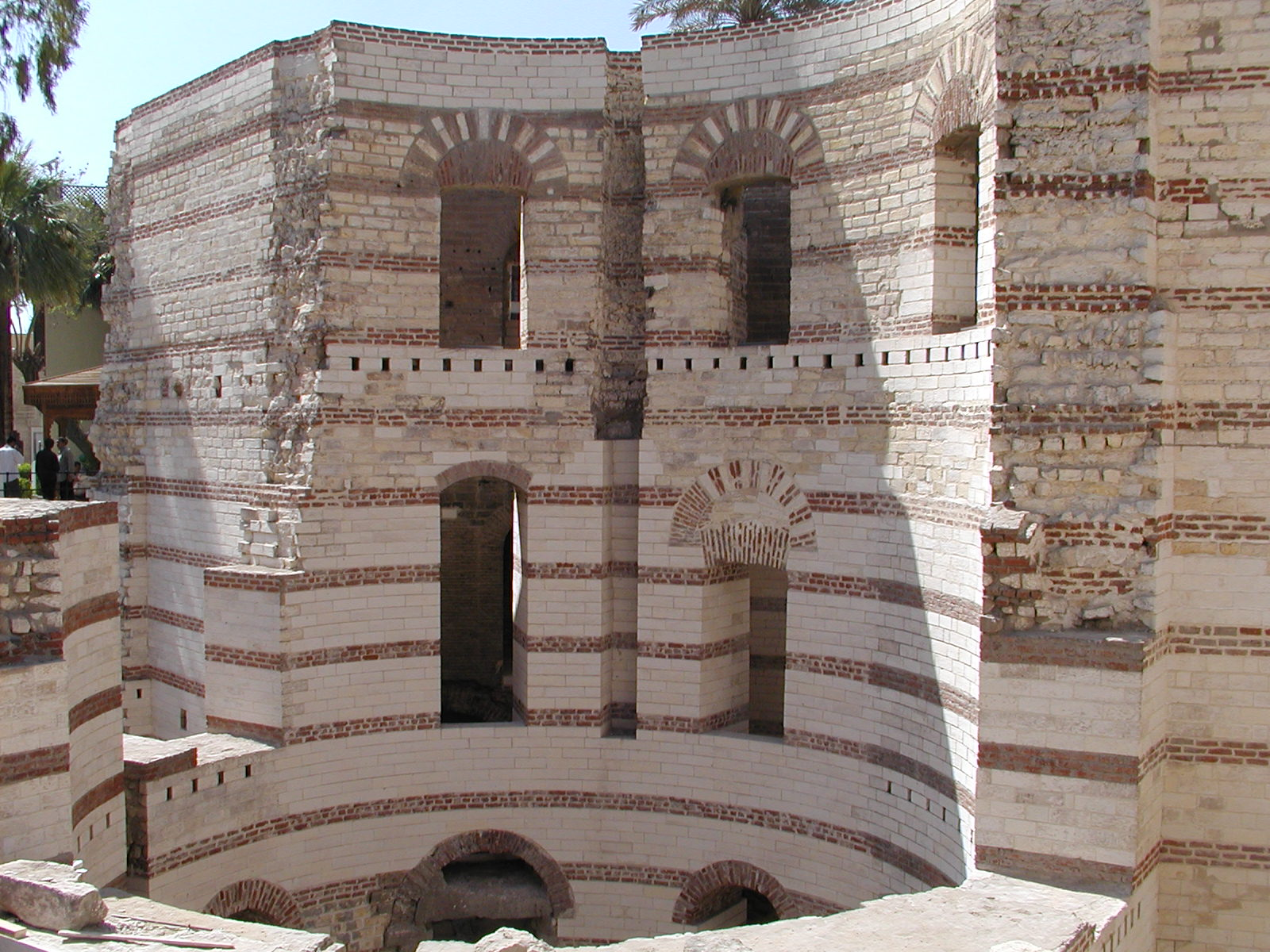
Ausgegrabene Reste der babylonischen Festung auf dem Freigelände
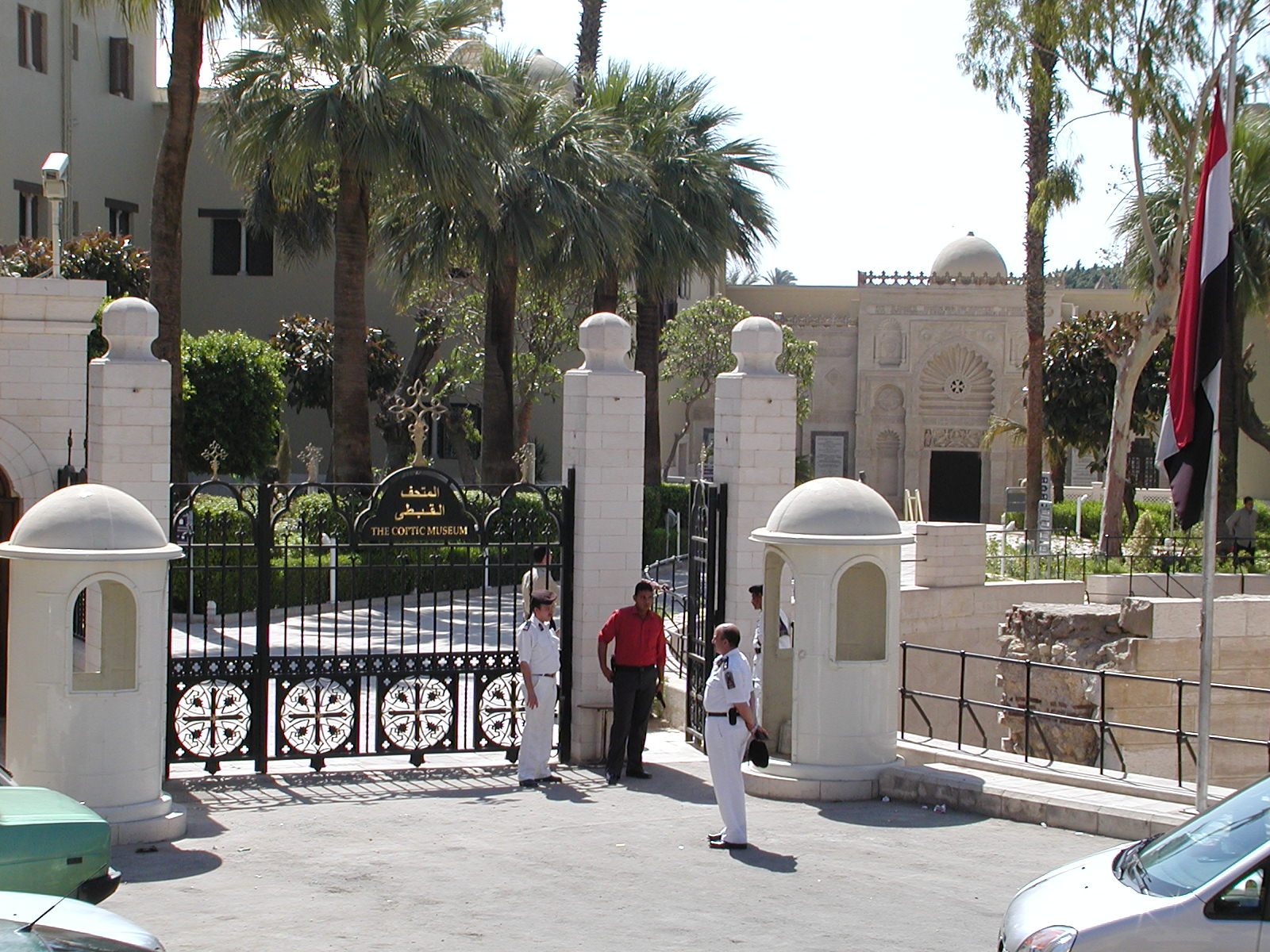
Eingang
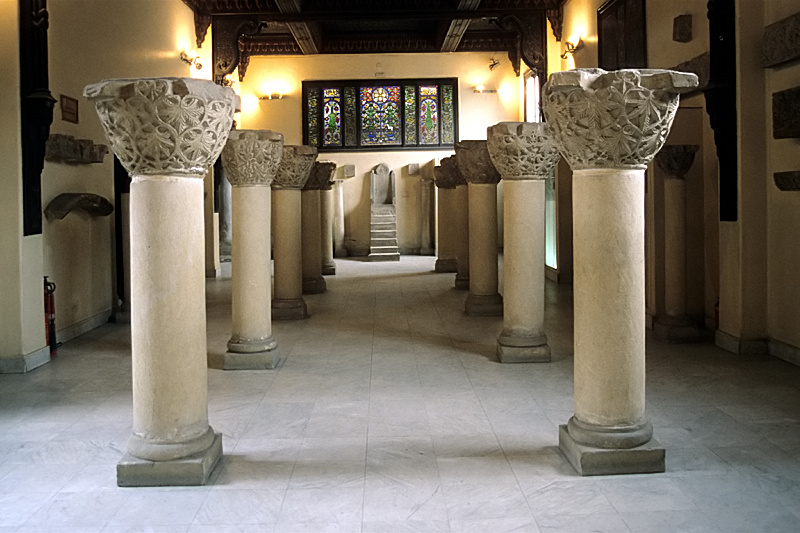
Teile der Klosteranlage von Jeremias im Museum präsentiert
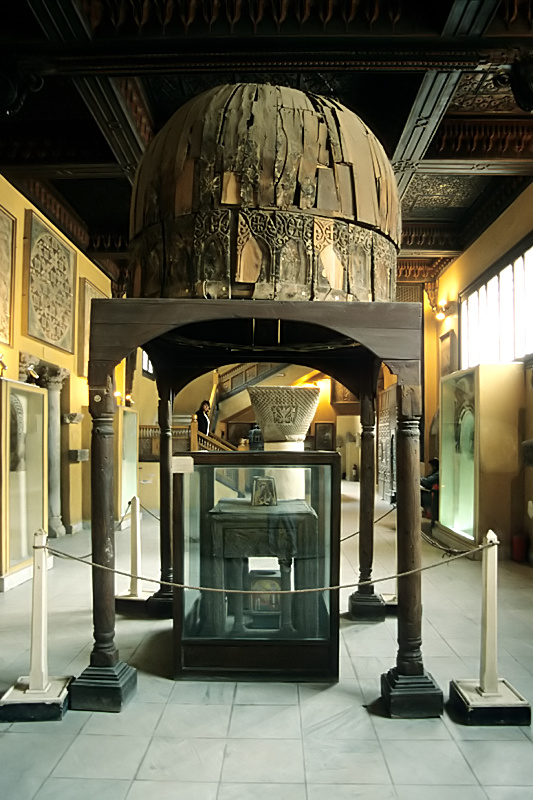
Holzaltar samt Kuppel aus der Kirche des Hl. Sergius und Bacchus
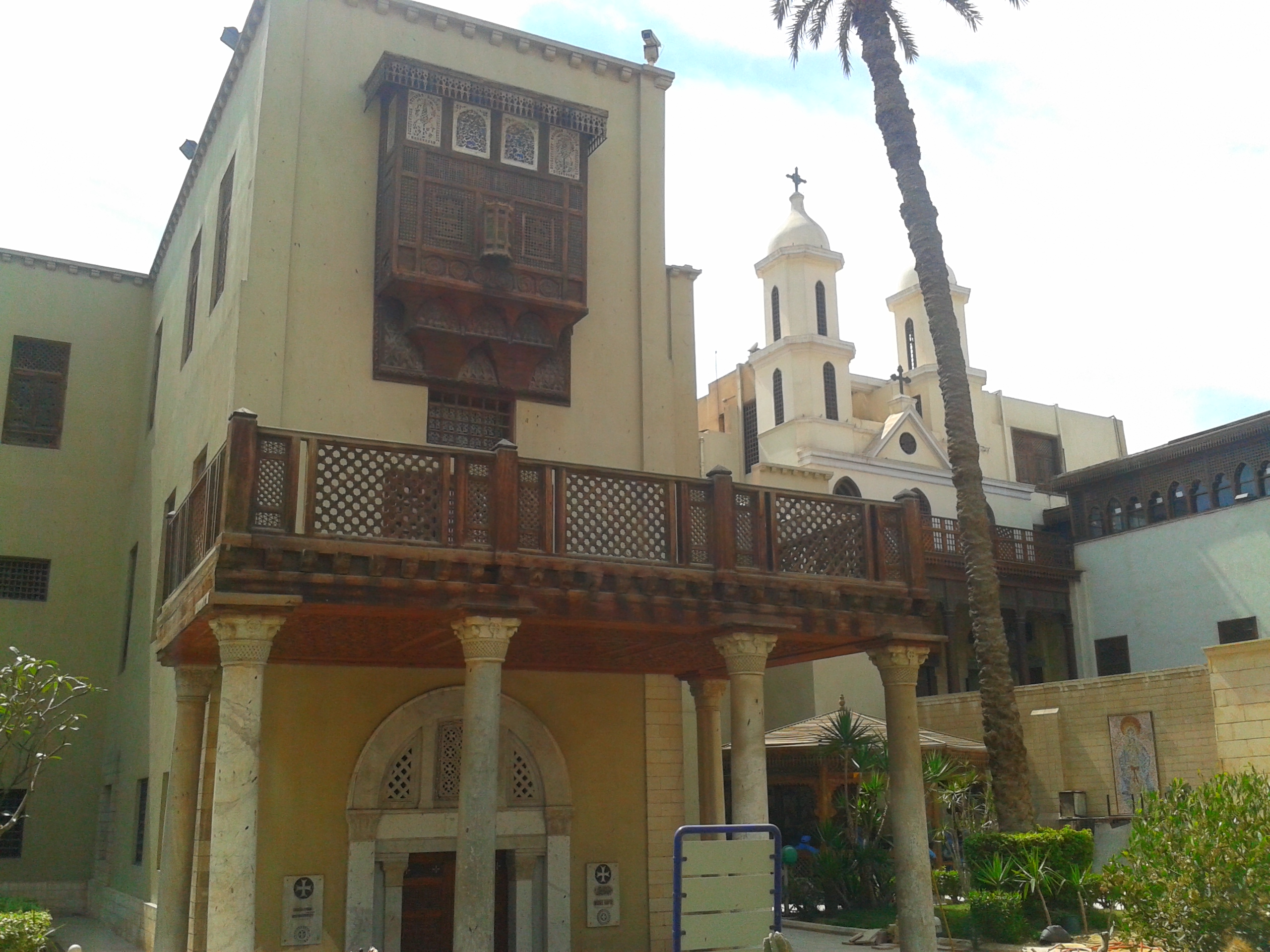
Frauenbalkone: Im Haus befindliche Frauen konnten auf die unten stehenden Besucher schauen, ohne selbst gesehen zu werden.
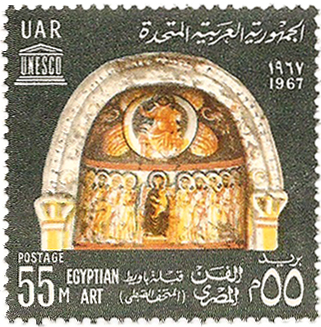
Kopt. Museum auf einer ägypt. Briefmarke, Jahr 1967